# Барра, Эдвард
Эдвард Джон Барра (англ. Edward Burra, 29 марта 1905 — 22 октября 1976) — английский художник, рисовальщик и гравёр, наиболее известный своими изображениями городского преступного мира, чёрной культуры и сцены Гарлема 1930-х годов.

## Биография
Барра родился 29 марта 1905 года в доме своей бабушки на Элвастон-плейс, Лондон, в семье Генри Кертиса Берра из Спрингфилд Лодж, Рай, Восточный Суссекс, и Эрментруд Энн (урожденная Робинсон Люксфорд). Его отец из семьи Вестморленд, известной с четырнадцатого века, был адвокатом, а затем председателем Совета графства Восточный Суссекс. Эдвард учился в подготовительной школе в Нортхоу-Плейс в Поттерс-Бар, но в 1917 году заболел пневмонией, и его пришлось исключить из школы и далее он получал образование на дому. Барра посещал уроки рисования у мисс Брэдли в 1921 году, затем учился в художественной школе Челси до 1923 года, а с 1923 по 1925 год — в Королевском художественном колледже у преподавателей рисования Рэндольфа Швабе и Раймонда Коксона.
В марте 1925 года, путешествуя по Италии, Барра заболел ревматической лихорадкой. В этом путешествии он встретил Пола Нэша, летом 1925 года. В октябре 1925 года Барра, оправившись от болезни, посещает Париж в компании Уильяма Чаппелла. В 1926 году Барра путешествуя со своей семьей, чтобы навестить свою сестру во Флоренции, Италия, а также посетить Сиену и Париж. В 1927 году он посетил Париж с Люси Нортон и Софи Федорович, написавшими его портрет (ныне утерянный). В августе 1927 года Эдвард познакомился с Оливером Брауном из Лестерской галереи/Leicester Galleries; в сентябре — октябре Барра и Чаппель отправились на юг Франции, а в декабре он выставлялся в New English Art Club. Нэш предложил преподавать ему гравюру по дереву в феврале 1928 года. Crawfords поручило Эдварду разработать рекламные вывески для автомобилей, которые были правда отклонены в мае 1928 года. Позднее Барра посещает Тулон с Чаппеллом, Ирен Ходжкинс, Барбарой Кер-Сеймер, Брайаном Ховардом и Энтони Пауэллом. С октября по декабрь 1928 года он оставался в Париже с Чаппеллом, Федоровичем, Фредериком Эштоном, Седриком Моррисом, Артуром Летт-Хейнсом, Артуром Махони и Джоном Бантингом. Все эти знакомства и хорошие отношения принесли ему интересные рабочие предложения и возможность представлять свои работы на разных площадках мира.
Первая персональная выставка Барры состоялась в Лестерской галерее в 1929 году. В мае 1929 года он посетил Париж с Чаппеллом, Эштоном, Федоровичем, Махони и Биргит Батолин.
В августе 1929 года его сестра Бетси умерла от менингита и в сентябре они вдвоем с матерью уезжают в Шотландию. Однако в октябре 1929 года Барра уже выставлялся вместе с Лондонской группой: гравюры на дереве были показаны на выставке Общества граверов по дереву в галерее Редферн в Лондоне. В январе 1930 года он начал делать коллажи с Полом Нэшем. Позже в том же году он отправился с Полом и Маргарет Нэш в Париж и на юг Франции. В октябре 1931 года он участвовал в выставке «Последние события в британской живописи» с Джоном Армстронгом, Нэшем, Эдвардом Уодсвортом и Беном Николсоном в «Артур Тут и сыновья» в Лондоне.
Балет Эштона «День в южном порту» (Рио-Гранде) открылся в лондонском «Савой» в ноябре 1931 года декорациями и костюмами Барры. Он был членом Unit One в 1933 году, а позже, в 1930-х годах, выступал вместе с английскими сюрреалистами.
Барра много путешествовал и именно эти впечатления отразились в его работах акварелью, в них преобладали большие масштабы, яркие цвета. Во время Второй мировой войны, когда не стало возможности путешествовать, он начал заниматься созданием декораций и костюмов для балета, оперы и театра и добился большого успеха в этой области.

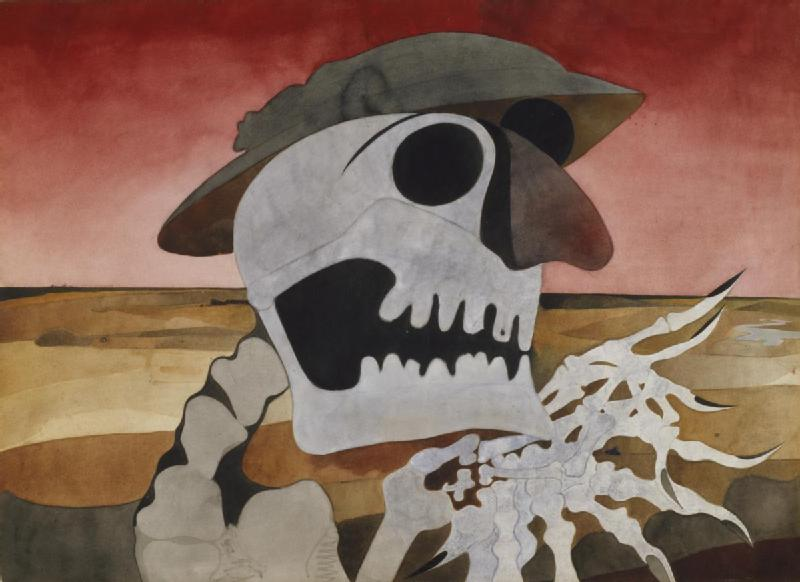
Skull in a Landscape (1946)

Его главная картина на религиозную тему «Насмешки над Христом» (около 1952 г.) находится в Музее Университета Данди. Он отказался от ассоциированного членства в Королевской академии в 1963 г., но принял CBE в 1971 г. Галерея Тейт провела ретроспективу его работ в 1973 году. В связи с выставкой в Тейт Совет по искусству Великобритании выпустил документальный фильм о его жизни и творчестве, Эдварде Барре. Все кадры интервью с Барра были собраны в документальный фильм 1981 года, «Интервью Барра», в котором он заявляет, что «Ничего не имеет значения», и хвалит Йоркшир, потому что «it’s nice and bare».
После перелома бедра в 1974 году его здоровье резко ухудшилось, он умер в Гастингсе в 1976 году. В архиве галереи Тейт хранится значительный объём материалов, касающихся Барра, включая его письма.

## Наследие
Skull in a Landscape, (1946) (Art.IWM ART 15554)
На аукционе Sotheby’s Evill / Frost в июне 2011 года костюмы Burra’s Zoot Suits были проданы за 2 057 250 фунтов стерлингов, побив рекорд, установленный для художника ранее, когда «Общая лестница» 1929 года была продана за 881 250 фунтов стерлингов.
Первая крупная музейная выставка работ Барры за более чем 25 лет прошла в галерее Pallant House в Чичестере с 22 октября 2011 года по 19 февраля 2012 года. К нему прилагалась новая монография о художнике куратора Саймона Мартина.
24 октября 2011 года BBC показала часовой документальный фильм «Я никому ничего не скажу: жизнь и искусство Эдварда Бурра», в котором искусствовед Эндрю Грэм-Диксон рассказал о жизни Берра. Документальный фильм рассказывает о Бурре от его родной Rye до ночных клубов Парижа, которые он любил, и джаз-клубов Нью-Йорка эпохи запрета, и раздираемых войной ландшафтов гражданской войны в Испании и обратно в Англию во время Blitz. Это показывает, как все более тревожные и сюрреалистические работы Барра углублялись и становились зрелыми, поскольку он на собственном опыте испытал некоторые из самых трагических событий века. В письмах и интервью с теми, кто его знал, он представляет портрет весьма необычного и одаренного британского художника.

## Выставки
- 1929, апрель — Лестерские галереи, Лондон.
- 1932, май — Лестерские галереи, Лондон.
- 1937, май — Художественный музей Спрингфилда, Массачусетс, США.
- 1942, ноябрь — Redfern Gallery, Лондон.
- 1947, июнь — Лестерские галереи, Лондон.
- 1949, июль — Лестерские галереи, Лондон.
- 1955, январь — Галерея Магдалины Сотманн, Амстердам, Нидерланды (ретроспектива)
- 1955, апрель — Swetzoff Gallery, Бостон, США.
- 1956, октябрь — Художественный музей школы дизайна Род-Айленда, Провиденс, США.
- 1971, июль — Галерея Тредуэлл, Лондон (Ксилография 1928-9)
- 1971, октябрь — Галерея Хамет, Лондон (Рисунки 1920—1930-х гг.)
- 1973, май — Галерея Тейт, Лондон (ретроспектива)
- 1977, май — Галерея Лефевр, Лондон (Мемориальная ретроспективная выставка).
- 1977, октябрь — Художественная галерея Таунера, Истборн, и тур в Художественную галерею Маппин, Шеффилд и публичную библиотеку Сандерленда.
- 1980, март — Галерея Лефевр, Лондон
- 1980, апрель — Энтони Д’Оффей, Лондон (ранние произведения)
- 1982, апрель — Галерея Лефевр, Лондон (Живопись 1975-6).
- 1985, август — Галерея Хейворд, Лондон, и последующий тур.
- 1986 — Галерея Марии Хендерсон, Лондон (Эскизы для сцены)
- 1987, ноябрь — Галерея Лефевр, Лондон.
- 1993, июнь — Галерея Лефевр, Лондон (Рисунки 1920—1930-х гг.)
- 1994, декабрь — Lefevre Gallery, Лондон (годы становления)
- 2001, февраль — весенняя Олимпийская ярмарка изящных искусств и антиквариата, Лондон
- 2003, январь — James Hyman Fine Art, Лондон (Эдвард Бурра: Сцена и кабаре)
- 2005, апрель — James Hyman Fine Art, Лондон (Эдвард Бурра: Реальное и сюрреалистическое)
- 2005 — Галерея Лефевр, Лондон (Столетняя выставка)
- 2008, январь — Галерея Тейт Британия, Лондон (Подборка картин из Гарлема).
- 2011, октябрь — Галерея Pallant House, Чичестер, и последующий тур в художественную галерею Джанголи, Ноттингемский университет[3].

Кроме того, с 1950 года до своей смерти Бурра каждые два года проводил выставку в галерее Лефевр.

### Основные групповые выставки
- 1927, декабрь — New English Art Club, Лондон.
- 1929, октябрь — Лондонская группа, Лондон
- 1931, октябрь — Последние события в британской живописи, Arthur Tooth & Sons, Лондон.
- 1932 — Британское искусство, Hamburg Kunstverein
- 1933, октябрь — Art Now — Mayor Gallery, Лондон
- 1934, апрель — Первая часть — Галерея Мэра, Лондон и провинциальный тур.